# Eastern Airlines Building
 (avril 2022).
L'Eastern Airlines Building est un immeuble de 17 étages qui se trouve sur le Rockefeller Plaza, dans le Rockefeller Center dans l'arrondissement de Manhattan, à New York. 
L'immeuble a été construit en 1940. 